# Gliese 902
Gliese 902 és una estrella taronja solitària situada a trenta-set anys de distància en la constel·lació del Tucà